# Balás Frigyes
Sipeki Balás (Balázs) Frigyes (Rimaszombat, 1834. március 6. – Elemér, 1879. július 18.) megyei főjegyző, író, hírlapszerkesztő.

## Élete
Előbb Pest-Pilis-Solt-Kiskun vármegye szolgabírája volt és Pesten lakott, ezután  Nagybecskerekre költözött és Torontál vármegye szolgabírája lett, utóbb tiszteletbeli főjegyzője, valamint Nagybecskerek város képviselője az 1875–1878. évi országgyűlésen.

## Munkái

### A sajtóban
- Kisebb munkái a következő lapokban jelentek meg: Napkelet (1857, 1860.), Családi kör (1860, 1862), Hölgyfutár (1862–1864.), Nefelejts(1861, 1868.), Magyar Bazár, Pesti Napló, amelynek állandó munkatársa és tárcaírója volt, Temesi Lapok, Szegedi Híradó stb.
- Ő szerkesztette Pesten a Császárfürdői Albumot, 1863-ban Árnykép-Albumot (szatirikus rajzok ismert személyekről) (Pest, 1868.), ám csak az I. füzete jelent meg; a Csalán című lapot, ennek is egy füzete jelent meg (1865. január 15-én) és a Hölgyfutárt 1862. május 15-étől 1864. jun. 30-ig, végül ő alapította és szerkesztette a Torontált 1872. április 4-étől 1879. július 17-éig.

### Önállóan megjelent munkái
- Utóhangok. Vegyes költemények. Rimaszombat, 1859.
- Gömöri titkok. Uo. 1860.
- Szerelmi pikanteriák. Kolozsvár, 1863.
- Tartaroff herczegné. Uo. 1863.
- A fehér ruhás nő. Angol regény, Wilkie Collins után ford. Pest, 1863. Három kötet.
- Egyik az egyik csillagban, másik a másikban. Uo. 1864.
- Ibolya-bokor. Beszélygyűjtemény. I. kötet. Uo. 1864.
- Egy tőr története. Pécs, 1872.

### Színművek
- A falu bolondja, Vándor madár;
- 1859-ben: Én vagy ő, (vígjáték 2 felvonásban), Vihar alatt, (vígjáték 1 felvonásban), Barátság-e vagy szerelem, (vígjáték 3 felvonásban),
- 1861-ben: A honvéd-huszárok (Almási Tihamérral együtt);
- 1863-ban: Puszták fia, (népszínmű 3 felvonásban),
- 1870-ben: Egy rejtett galamb története, (színmű 4 felvonásban).